# Доран (Міннесота)
Доран (англ. Doran) — місто (англ. city) в США, в окрузі Вілкін штату Міннесота. Населення — 36 осіб (2020).

## Географія
Доран розташований за координатами 46°11′6″ пн. ш. 96°29′8″ зх. д. / 46.18500° пн. ш. 96.48556° зх. д. (46.185094, -96.485594).  За даними Бюро перепису населення США в 2010 році місто мало площу 0,54 км², уся площа — суходіл.

## Демографія
Згідно з переписом 2010 року, у місті мешкало 55 осіб у 21 домогосподарстві у складі 14 родин. Густота населення становила 102 особи/км².  Було 27 помешкань (50/км²).
Расовий склад населення:
| - 100,0 % — білих |

До двох чи більше рас належало 0,0 %. Частка іспаномовних становила 0,0 % від усіх жителів.
За віковим діапазоном населення розподілялося таким чином: 29,1 % — особи молодші 18 років, 65,4 % — особи у віці 18—64 років, 5,5 % — особи у віці 65 років та старші. Медіана віку мешканця становила 34,5 року. На 100 осіб жіночої статі у місті припадало 96,4 чоловіків;  на 100 жінок у віці від 18 років та старших — 95,0 чоловіків також старших 18 років.
Середній дохід на одне домашнє господарство  становив 63 833 долари США (медіана — 62 500), а середній дохід на одну сім'ю — 72 050 доларів (медіана — 75 625). 
Цивільне працевлаштоване населення становило 22 особи. Основні галузі зайнятості: освіта, охорона здоров'я та соціальна допомога — 50,0 %, транспорт — 18,2 %, оптова торгівля — 13,6 %, роздрібна торгівля — 9,1 %.